# Anton Hänggi
Anton Hänggi (* 15. Januar 1917 in Nunningen; † 21. Juni 1994 in Freiburg im Üechtland) war römisch-katholischer Bischof von Basel.

## Leben
Der Bauernsohn studierte im Priesterseminar von Luzern und in Rom, bevor er am 2. Juli 1941 durch Bischof Franziskus von Streng die Priesterweihe empfing. Nach einem Vikariat in Brugg studierte er ab 1944 nochmals an der Universität Freiburg (Schweiz) und wurde dort 1947 zum Doktor der Theologie promoviert. 1954 bis 1956 studierte er in Rom und Trier Liturgiewissenschaft und lehrte dieses Fach ab 1961 im schweizerischen Freiburg als Professor. Er war als theologischer Experte beteiligt am Zweiten Vatikanischen Konzil.
Am 4. Dezember 1967 wurde Anton Hänggi zum Bischof gewählt. Nach der Bestätigung durch Papst Paul VI. spendete ihm sein Vorgänger im Amt, Franziskus von Streng, am 11. Februar 1968 die Bischofsweihe. Bischof Hänggi war von 1976 bis 1977 Vorsitzender der Schweizer Bischofskonferenz (SBK).
Am 21. Juni 1982 trat Anton Hänggi von seinem Amt zurück. 1984 wurde er Ehrendoktor der Universität Basel und 1985 der päpstlichen Universität Sant’Anselmo in Rom.